# 北名古屋市
北名古屋市（きたなごやし）は、愛知県の尾張地方にある市。
2006年（平成18年）に西春日井郡師勝町と西春町が合併して発足した。名古屋市のベッドタウンとされ、名鉄犬山線で名鉄名古屋駅まで約10分である。

## 名称
西春駅の存在などにより従来は「西春」の方が知名度は高かったが、旧師勝町（合成町名）と旧西春町（西春日井郡の頭2字から）で、合併による新市の名称を公募し、応募総数3,634件、1,001種類の応募があった。この中から6種類を最終候補とした上で、2004年（平成16年）11月2日、第7回合併協議会で「国内だけでなく、国外からみても愛知の地名よりも名古屋の方が知名度が高い。名古屋圏の経済的位置づけ、名古屋を関連づけてまちづくりを考えていかなければならない。今後はグローバルな世界を目指さなければならない。新市がどこにあるのかを世界にアピールするにもよい」との理由から、新市の名称を「北名古屋」と決定した。しかし旧町名の西春・師勝でそれぞれの地域が呼ばれることも多く、西春駅・師勝中学校などの名前はそのまま残っている。

## 地理

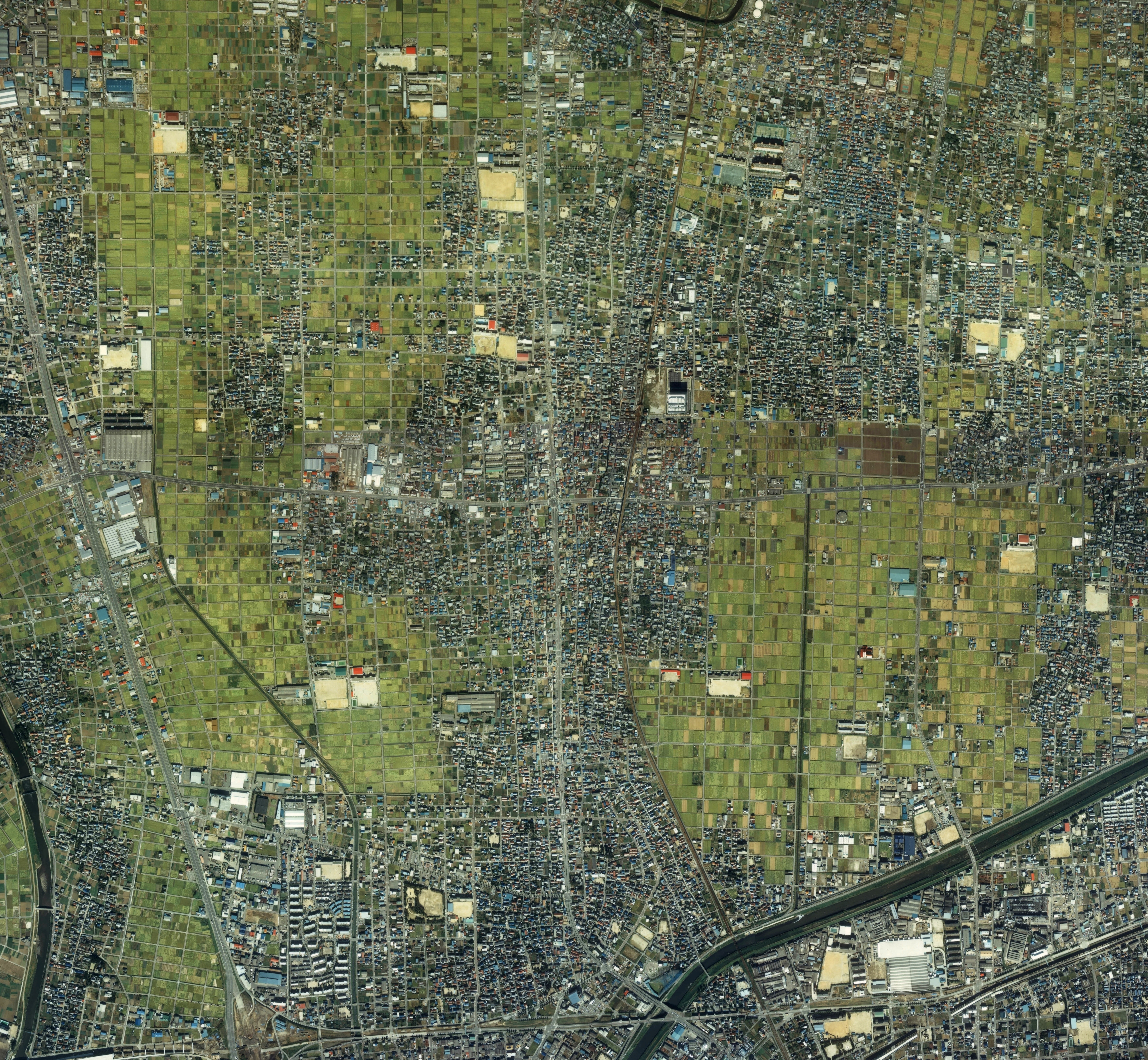
北名古屋市中心部周辺の空中写真。1987年撮影の8枚を合成作成。。

平坦な地形で田畑も多く見られるが、四方を名神高速道路、名古屋第二環状自動車道、名古屋高速道路などで囲まれ道路状況にも恵まれているため、周辺の国道や県道沿いには工場や物流施設なども並ぶ。また西春駅や徳重名古屋芸大駅の近くは発展しており、スーパーなどが立ち並んでいる隣の清須市と同様に海抜が低く、2000年（平成12年）の東海豪雨の際には、多数の浸水被害が生じた。

### 地形

#### 河川

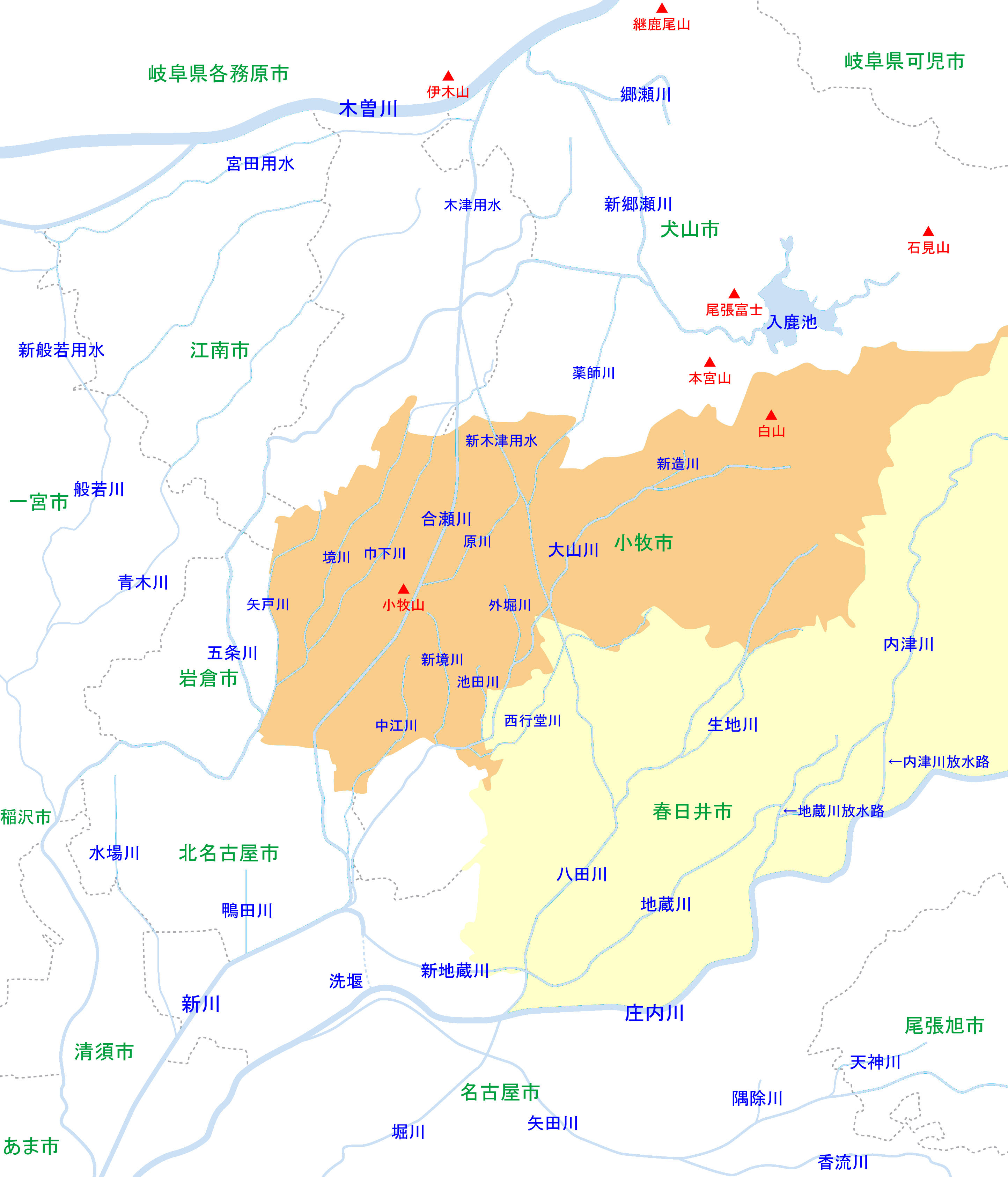
小牧市・春日井市周辺河川の位置関係図

一級河川
- 合瀬川
- 大山川
- 鴨田川
- 五条川
- 新川
- 新地蔵川
- 水場川
- 中江川

### 気候
気候は名古屋市とほぼ同じである。一年を通して風が弱く穏やかであり、夏は蒸し暑く、冬は数年に一度の割合で数センチから十数センチの降雪がある。

### 地域

#### 地域区分
- 石橋
- 片場
- 高田寺
- 二子
- 井瀬木
- 北野
- 熊之庄
- 徳重
- 法成寺
- 宇福寺
- 久地野
- 中之郷
- 弥勒寺西
- 弥勒寺東
- 沖村
- 九之坪
- 西之保
- 西春駅前
- 六ツ師
- 鍜治ケ一色西
- 鍜治ケ一色東
- 能田
- 薬師寺
- 加島新田
- 鹿田
- 野崎
- 山之腰

#### 市内の地名
旧師勝町
- 井瀬木（旧訓原村）
- 二子（旧訓原村）
- 久地野（旧訓原村）
- 高田寺（旧訓原村）
- 能田（旧訓原村）
- 片場（旧訓原村）
- 鹿田（旧鹿田村）
- 六ツ師（旧六ツ師村）
- 熊之庄（旧熊之庄村）
- 薬師寺（旧北里村）

旧西春町
- 九之坪（旧九之坪村）
- 加島新田（旧九之坪村）
- 法成寺（旧上拾箇村）
- 宇福寺（旧上拾箇村）
- 弥勒寺（旧上拾箇村、廃止時期不明）
- 鍜治ケ一色（旧上拾箇村）
- 徳重（旧上拾箇村）
- 北野（旧上拾箇村）
- 中之郷（旧下拾箇村）
- 西之保（旧下拾箇村）
- 野崎（旧下拾箇村）
- 沖村（旧下拾箇村）
- 石橋（旧下拾箇村）
- 山之腰（1976年、宇福寺の一部より成立）
- 弥勒寺西1 - 3丁目（弥勒寺の一部より成立）
- 弥勒寺東1 - 4丁目（弥勒寺の一部より成立）
- 鍛冶ケ一色西1 - 3丁目（2013年、鍛冶ケ一色の一部より成立[2]）
- 鍛冶ケ一色東1 - 2丁目（2013年、鍛冶ケ一色の一部より成立[2]）
- 西春駅前1 - 2丁目（2016年、九之坪の一部、西之保の一部より成立[3]）

### 人口
| |                                            |  |
| 北名古屋市と全国の年齢別人口分布（2005年） | 北名古屋市の年齢・男女別人口分布（2005年） |  |
| ■紫色 ― 北名古屋市 ■緑色 ― 日本全国 | ■青色 ― 男性 ■赤色 ― 女性                  |  |
| 北名古屋市（に相当する地域）の人口の推移 \| 1970年（昭和45年） \| 46,740人 \| \| \| 1975年（昭和50年） \| 63,165人 \| \| \| 1980年（昭和55年） \| 69,078人 \| \| \| 1985年（昭和60年） \| 70,927人 \| \| \| 1990年（平成2年） \| 72,582人 \| \| \| 1995年（平成7年） \| 73,870人 \| \| \| 2000年（平成12年） \| 75,728人 \| \| \| 2005年（平成17年） \| 78,078人 \| \| \| 2010年（平成22年） \| 81,571人 \| \| \| 2015年（平成27年） \| 84,133人 \| \| \| 2020年（令和2年） \| 86,385人 \| \| |                                            |  |
| 総務省統計局 国勢調査より |                                            |  |
| 1970年（昭和45年） | 46,740人                                   |  |
| 1975年（昭和50年） | 63,165人                                   |  |
| 1980年（昭和55年） | 69,078人                                   |  |
| 1985年（昭和60年） | 70,927人                                   |  |
| 1990年（平成2年） | 72,582人                                   |  |
| 1995年（平成7年） | 73,870人                                   |  |
| 2000年（平成12年） | 75,728人                                   |  |
| 2005年（平成17年） | 78,078人                                   |  |
| 2010年（平成22年） | 81,571人                                   |  |
| 2015年（平成27年） | 84,133人                                   |  |
| 2020年（令和2年） | 86,385人                                   |  |

昼夜間人口比率
- 89.86%[注 1]

### 隣接する自治体・行政区
愛知県
- 名古屋市（北区、西区）
- 一宮市
- 小牧市
- 岩倉市
- 清須市
- 西春日井郡豊山町

## 歴史

### 沿革
- 1889年（明治22年）10月1日 : 町村制の施行
  - 鹿田村域に「鹿田村」、六ツ師村域に「六ツ師村」、熊之庄村、薬師寺村域に「熊之庄村」、高田寺村、井瀬木村、二子村、久地野村、片場村、能田村域に「訓原村」、九之坪村、加島新田村域に「九之坪村」、法成寺村、宇福寺村、弥勒寺村、鍜治ケ一色村、徳重村、北野村域に「上拾箇村」、中之郷村、西之保村、野崎村、沖村、石橋村域に「下拾箇村」が設置される（すべて西春日井郡）。
- 1900年
  - 7月16日 : 熊之庄村から旧薬師寺村域が分立、西春日井郡小木村の一部（現小牧市域）とともに西春日井郡五条村となる（後に同郡北里村となる）。
- 1906年
  - 7月16日 : 鹿田村、六ツ師村、熊之庄村、訓原村が合併し「師勝村」となる。同日、九之坪村、上拾箇村、下拾箇村が合併し「西春村」となる。
- 1961年（昭和36年）
  - 4月1日 : 師勝村が町制を施行、師勝町となる。
- 1963年
  - 9月1日 : 北里村のうち旧薬師寺村域を師勝町に編入。
  - 11月1日 : 西春村が町制を施行、西春町となる。
- 1976年 : 西春町大字宇福寺字山之腰が大字宇福寺から独立、大字山之腰となる（大字の数が14となる）。
- 2000年（平成12年）
  - 9月11日、12日 : 東海豪雨で大きな豪雨災害（水害）。
- 2002年
  - 4月17日 : 西春日井郡西枇杷島町、春日町、清洲町、新川町、豊山町と7町で研究会「西春日井郡7町合併問題研究会」設置。
  - 6月21日 : 西春日井郡7町での合併を検討。
  - 9月26日 : 西春日井郡7町で任意協議会「西春日井郡合併検討協議会」設置。
- 2003年 : 師勝町、西春町など西春日井郡の7つの町による名古屋市との合併検討の話も挙がるが、名古屋市長松原武久（当時）から「7つの町でまとまれば、検討する」と慎重な姿勢を見せ、名古屋市との合併を断られる。
  - 2月20日 : 豊山町が合併協議から離脱。
  - 12月31日 : 法定協議会「西春日井6町合併協議会」を解散。
- 2004年
  - 1月 : 師勝町と西春町での合併に関する住民アンケートで「合併は必要」が「合併しない」や「必要ない」を上回る。（師勝町：「絶対必要(12.9%)」「必要(47%)」「あまり必要を感じない(22.5%)」「必要ない(5.8%)」「わからない(11.7%)」、西春町：「合併する(39.6%)」「合併しない(31.2%)」「わからない・どちらでもよい(29.2%)」、枠組み：「「師勝町(豊山町が希望すれば入れる)(65.7%)」「その他(27.7%)(内訳：名古屋市(49.4%)など)」「わからない・どこでもよい(6.6%)」）
  - 2月 : 師勝町と西春町の2町で準備室「師勝町・西春町法定協議会設立準備室」設置。
  - 4月15日 : 法定協議会設置。新市名公募上位10点の「名北」、「西春」、「西勝」、「師勝」、「西名古屋」、「西春日井」、「尾張」、「勝春」、「北名古屋」、「名西」が選ばれ、「北名古屋」、「名北」、「尾張」、「尾張中央」、「西名古屋」、「濃尾」の6点に絞り込まれる。新市名最終候補の「北名古屋」、「名北」、「尾張」の3点の中から新市名に「北名古屋」が選ばれる。市役所は西春町役場。
- 2005年
  - 2月2日 : 合併協定調印式。
  - 3月2日 : 合併関連議案を2町が可決。
  - 3月31日 : 合併協議完了に伴ない、協議会を解散。
  - 7月7日 : 合併関連議案を愛知県議会が可決。
- 2006年
  - 3月20日 : 師勝町、西春町が合併し、北名古屋市誕生。
  - 11月11日 : 市章制定。
- 2007年
  - 7月2日 : 市内循環バスきたバス運行開始。
  - 10月1日 : 市の花（ツツジ）・市の木（モクセイ）を制定。
- 2008年
  - 3月24日 : 北名古屋音頭発表　作詞・作曲・歌尾崎亜美
- 2013年
  - 8月24日 : 北名古屋市商工会青年部公認のご当地ゆるキャラ「いっちー君」発表。
- 2015年
  - 4月1日 :徳重土部の読み方が(とくしげ　どぶ)から(とくしげ　つちべ)に変更[4]

## 行政

### 市長
- 市長：太田考則（おおた たかのり） - 旧西春町長、合併後の市長職務執行者
  - 任期：2022年4月23日 - 2026年4月22日（予定）、1期目
- 市長職務執行者：太田考則（おおた たかのり、旧西春町長）2006年3月20日一日限り（市議会議員出馬に伴う、後に市議会議員として当選）
- 市長職務代理者：阿部久邇夫（北名古屋市行政部長）2006年3月21日 - 2006年4月22日
- 旧市長：長瀬保（ながせ たもつ、旧師勝町長）2006年4月23日 - 2022年4月22日、4期

### 市役所
- 北名古屋市役所西庁舎（旧西春町役場）
- 北名古屋市役所東庁舎（旧師勝町役場）

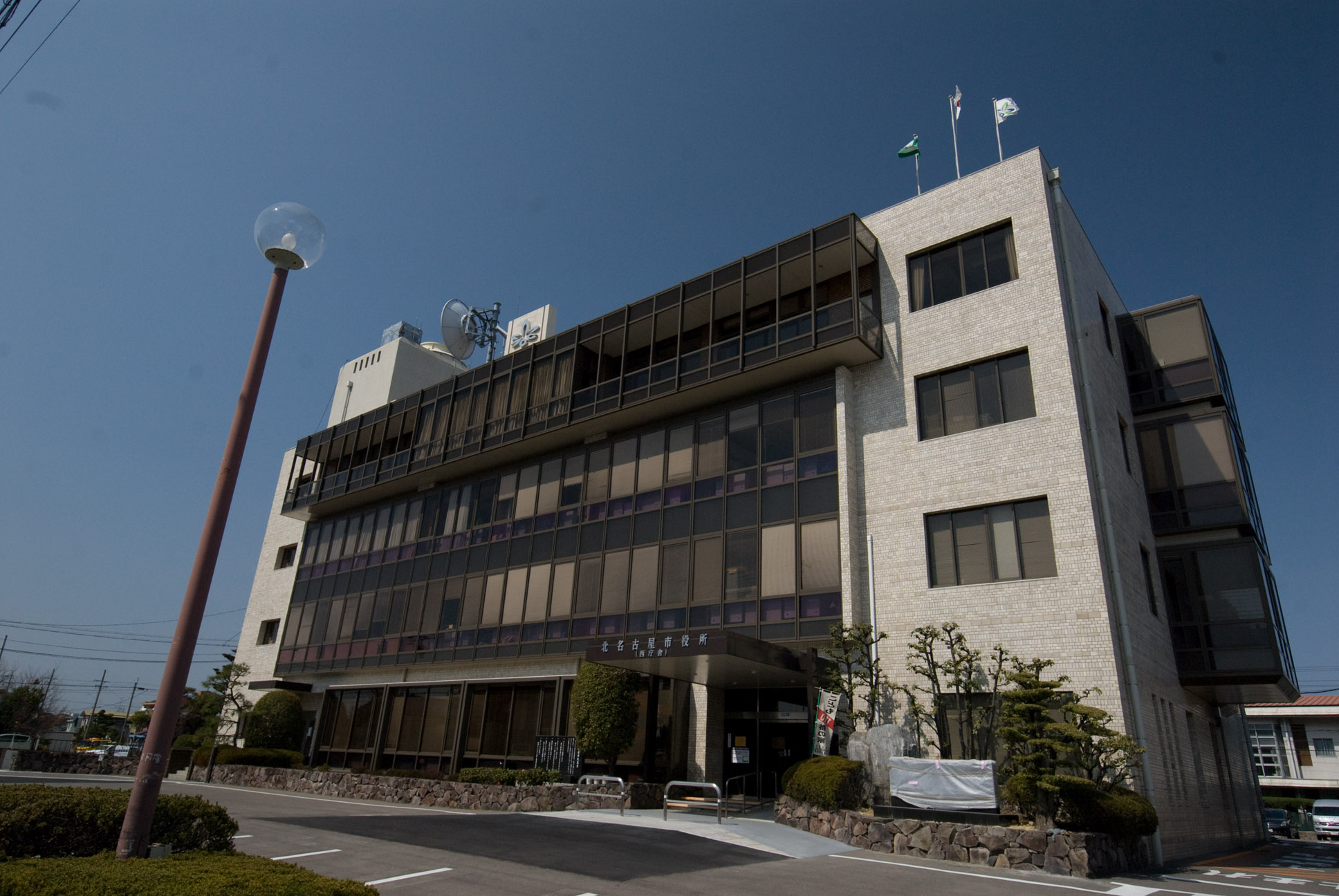
西庁舎
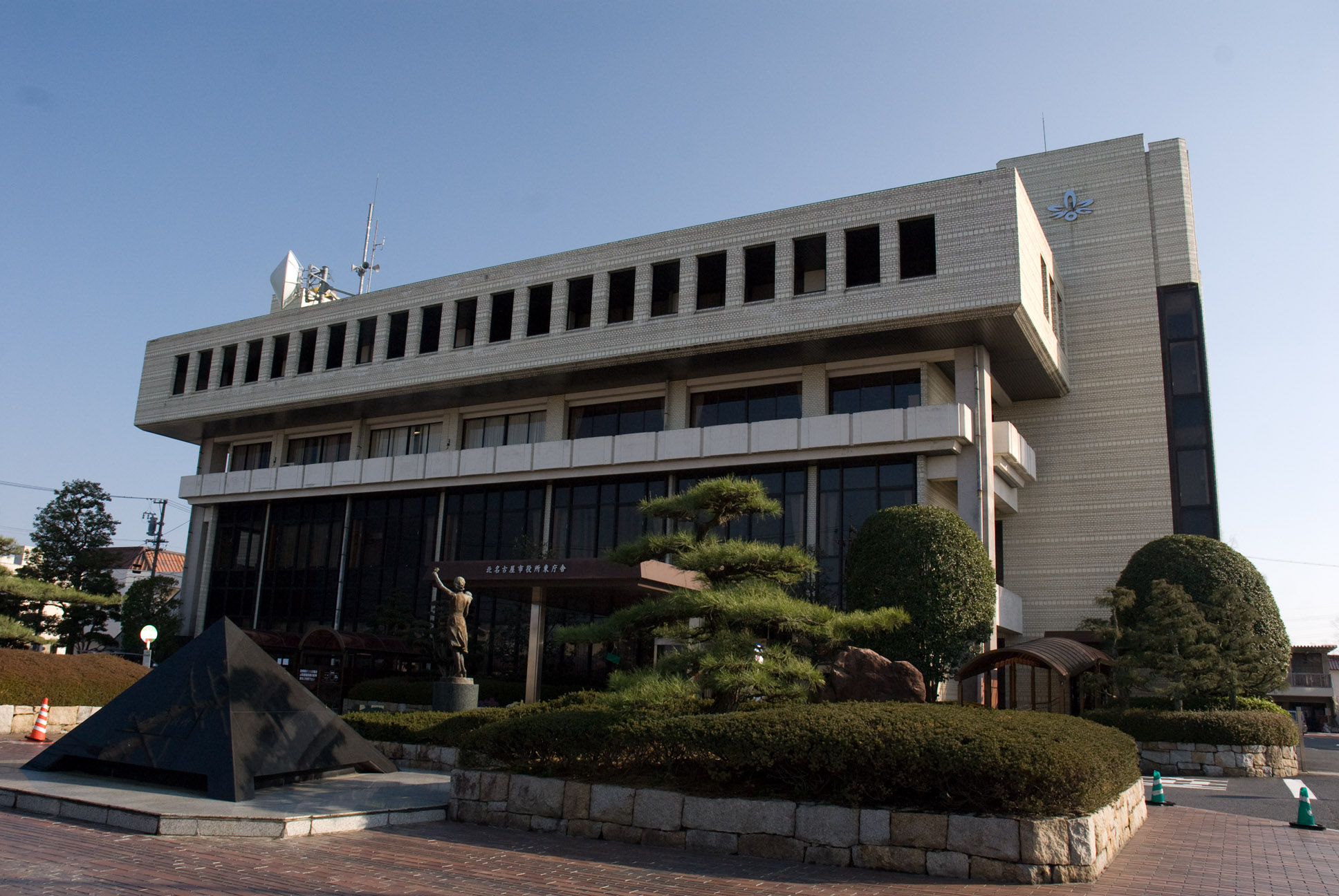
東庁舎

※北名古屋市役所は分庁方式をとっており、本庁は存在しない（代表庁舎は西庁舎）。

### 財政
（平成18年度普通会計決算より）
- 歳入総額：226億3335万3千円
- 歳出総額：210億4615万8千円
- 財政力指数：1.11（全国市町村平均：0.53 愛知県市町村平均：1.05 類似団体内順位：4/43）
- 経常収支比率：81.0%（全国市町村平均：90.3% 愛知県市町村平均：83.5% 類似団体内順位：5/43）
- 実質公債費比率：3.7%（全国市町村平均：15.1% 愛知県市町村平均：13.6% 類似団体内順位：1/43）
- 人口1人当たり地方債現在高：185,113円（全国市町村平均：456,703円 愛知県市町村平均：413,904円 類似団体内順位：3/43）
- 人口1人当たり人件費・物件費等決算額：102,263円（全国市町村平均：116,701円 愛知県市町村平均：112,923円 類似団体内順位：13/43）
- 人口1,000人当たり職員数：6.31人（全国市町村平均：7.82人 愛知県市町村平均：7.39人 類似団体内順位：11/43）
- ラスパイレス指数：90.8（全国市平均：97.9 全国町村平均：93.9 類似団体内順位：2/43）

※北名古屋市の類似団体は全国に42団体あり、県内では犬山市、江南市、大府市、知多市、知立市、豊明市、清須市、津島市がこれにあてはまる。

### 都市宣言
- 平和都市宣言（2006年9月26日）[7]
  - 県内では半田市、津島市、稲沢市、日進市、愛西市、大口町、扶桑町、蟹江町、東浦町、武豊町とともに日本非核宣言自治体協議会の会員自治体である[8]。
  - 非核平和事業として式典やパネル展示などを行っている[9]。

### 姉妹都市・提携都市

#### 日本国外
姉妹都市
- 務安郡（大韓民国全羅南道）
2008年（平成20年）7月9日 友好都市提携締結[10]。

フレンドシップ相手国
2005年には愛知万博が開催され、「一市町村一国フレンドシップ事業」が行われた。名古屋市を除く愛知県内の市町村が120の万博公式参加国をそれぞれフレンドシップ相手国として迎え入れた。
- エルサルバドル
- 大韓民国
- タジキスタン共和国

#### 日本国内
提携都市
- 大桑村（長野県木曽郡）
2008年（平成20年）5月24日 友好提携締結。
- 妙高市（新潟県）
2011年（平成23年）11月10日 災害時相互応援協定締結。
- 多治見市（岐阜県）
2013年（平成25年）3月6日 災害時相互応援協定締結。
- 旭川市（北海道）
2014年（平成26年）2月8日 災害時相互応援協定締結。
- 東松島市（宮城県）
2014年（平成26年）2月23日 災害時相互応援協定締結。
- 南さつま市（鹿児島県）
2014年（平成26年）5月1日 災害時相互応援協定締結。

## 議会

### 県議会
2023年愛知県議会議員選挙
- 選挙区：清須市、北名古屋市及び西春日井郡豊山町選挙区
- 定数：2人
- 投票日：2023年4月9日
- 当日有権者数：135,948人
- 投票率：33.09％

| 候補者名 | 当落 | 年齢 | 党派名     | 新旧別 | 得票数   |
| -------- | ---- | ---- | ---------- | ------ | -------- |
| 阿部武史 | 当   | 45   | 無所属     | 新     | 17,473票 |
| 水野富夫 | 当   | 73   | 自由民主党 | 現     | 13,769票 |
| 安藤敏毅 | 落   | 65   | 立憲民主党 | 現     | 12,976票 |

### 衆議院
- 選挙区：愛知5区（名古屋市中村区、名古屋市中川区、清須市、北名古屋市、豊山町）
- 任期：2021年10月31日 - 2025年10月30日
- 投票日：2021年10月31日
- 当日有権者数：432,024人[12]
- 投票率：48.63％

| 当落 | 候補者名 | 年齢 | 所属党派     | 新旧別 | 得票数   | 重複 |
| ---- | -------- | ---- | ------------ | ------ | -------- | ---- |
| 当   | 神田憲次 | 58   | 自由民主党   | 前     | 84,320票 | ○    |
|      | 西川厚志 | 52   | 立憲民主党   | 新     | 74,995票 | ○    |
| 比当 | 岬麻紀   | 52   | 日本維新の会 | 新     | 45,540票 | ○    |

## 施設
市内に裁判所は存在せず、管轄は以下の通り。

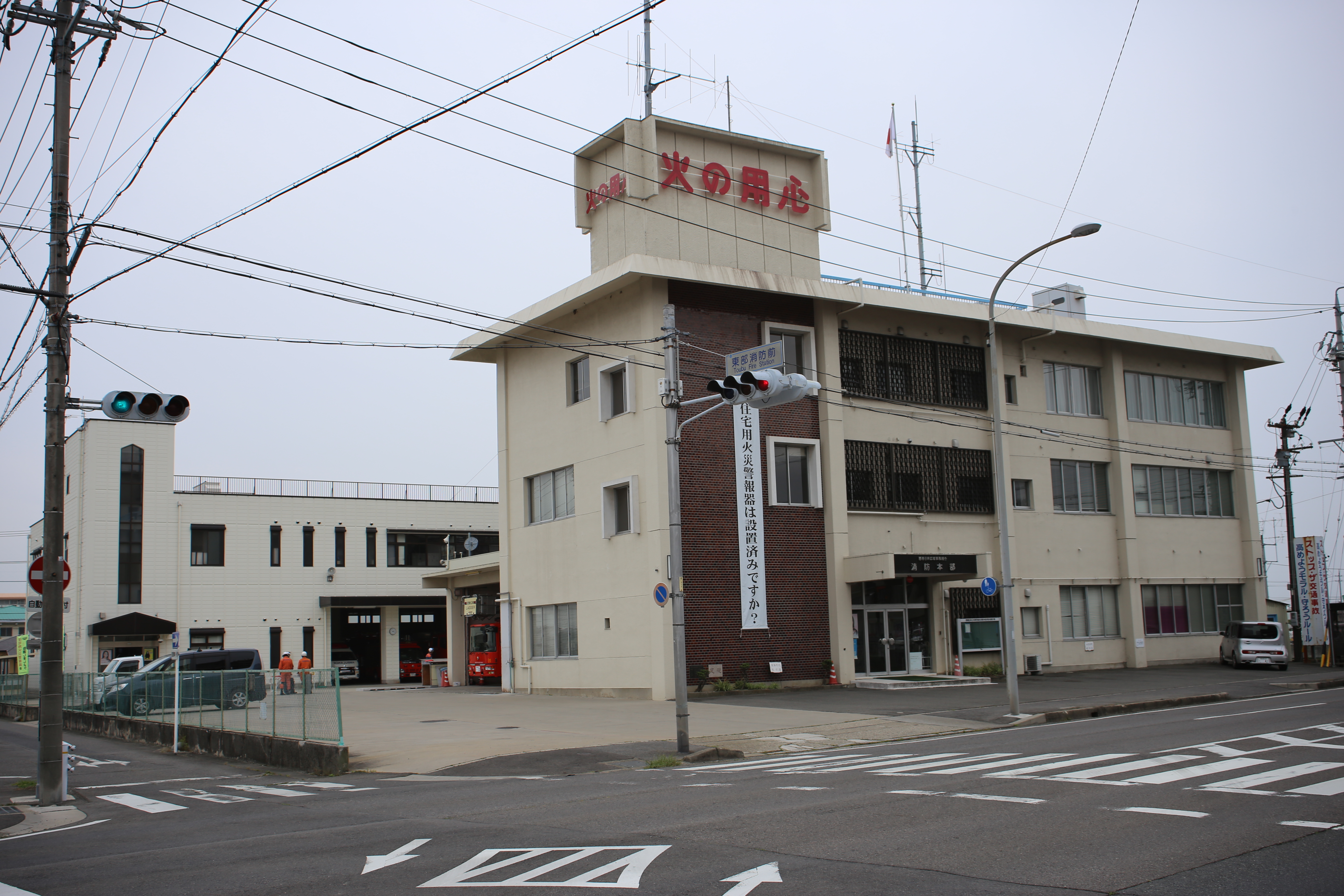
西春日井広域事務組合 東消防署

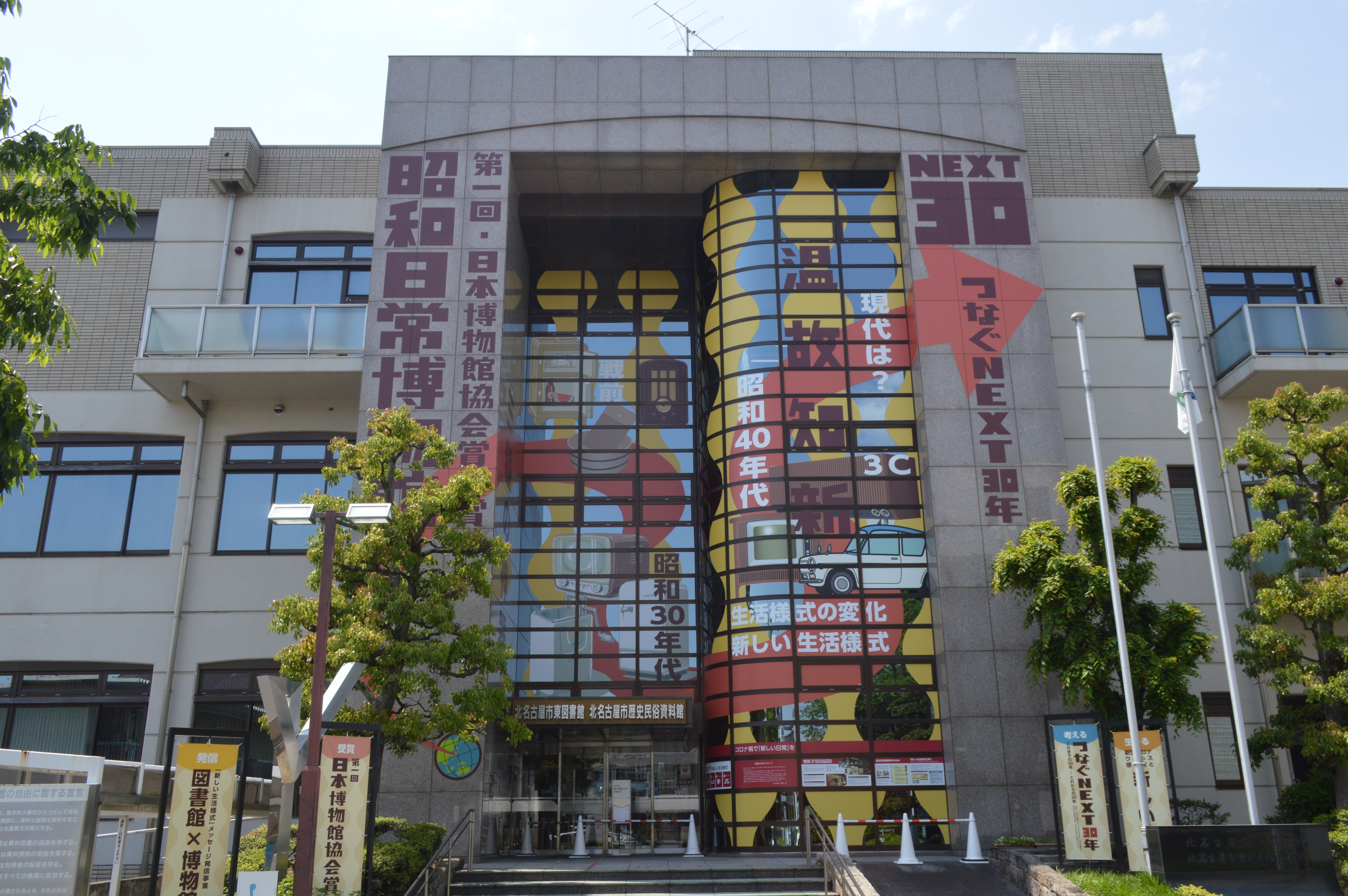
北名古屋市図書館（北名古屋市歴史民俗資料館）

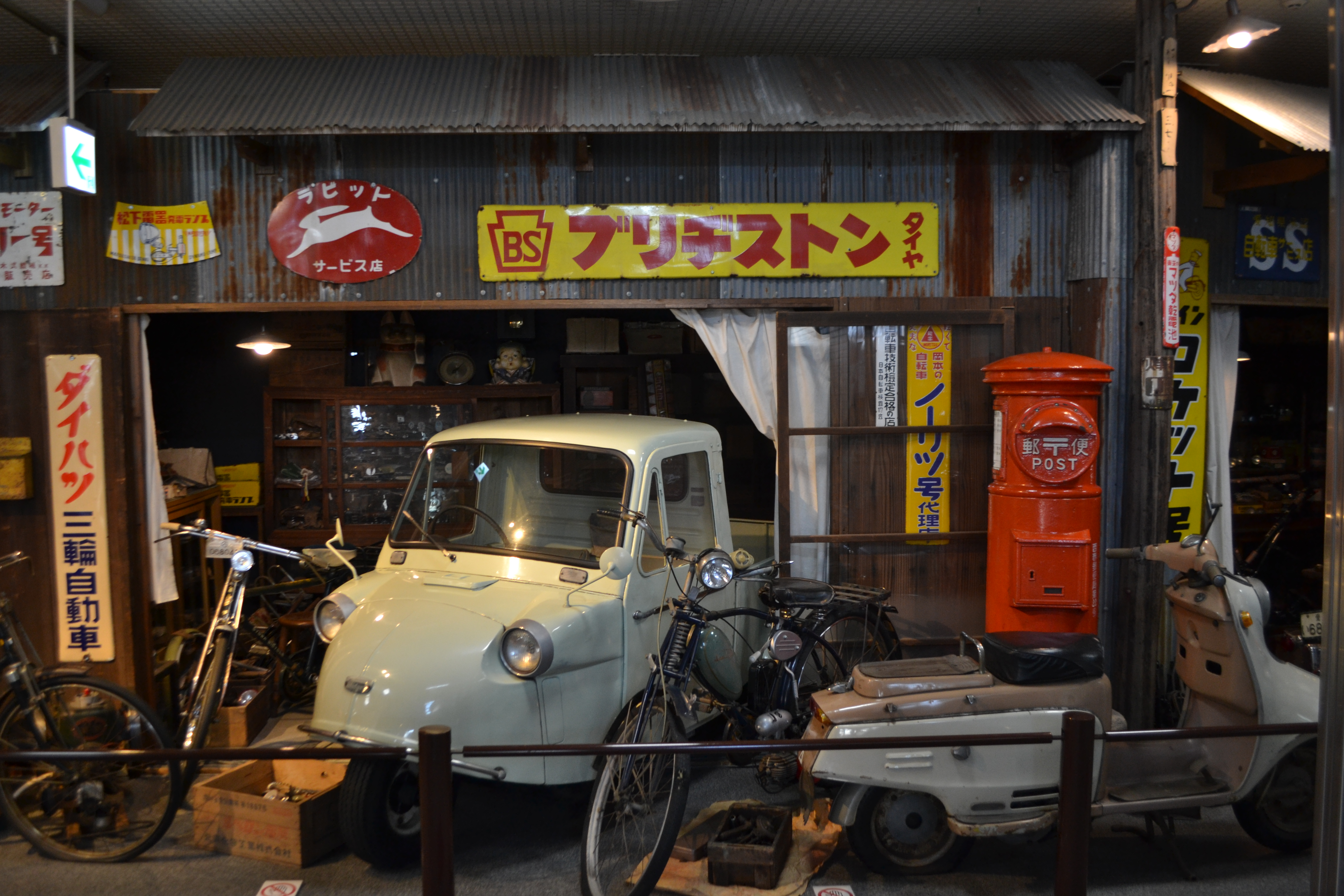
昭和日常博物館

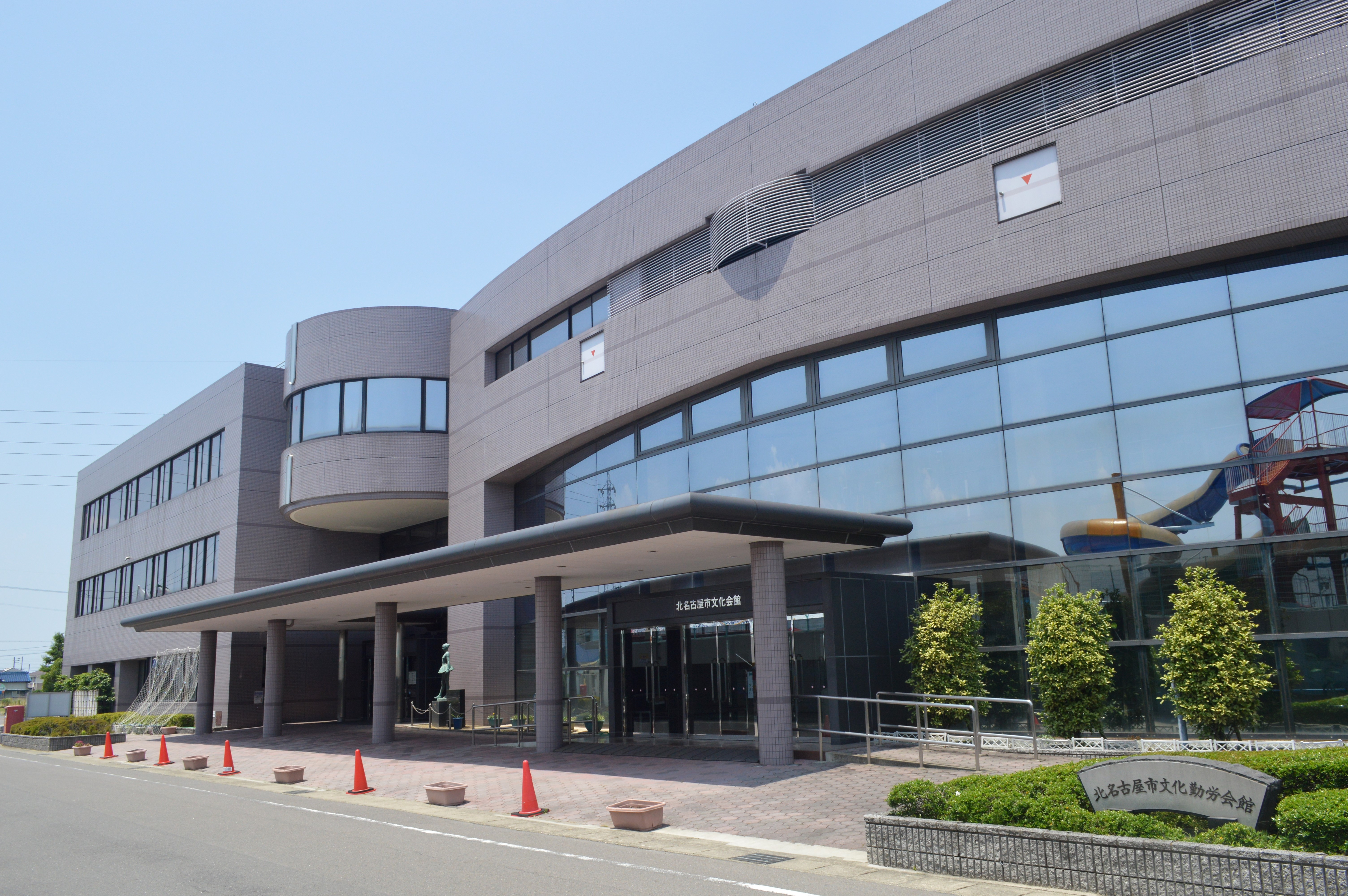
北名古屋市文化勤労会館

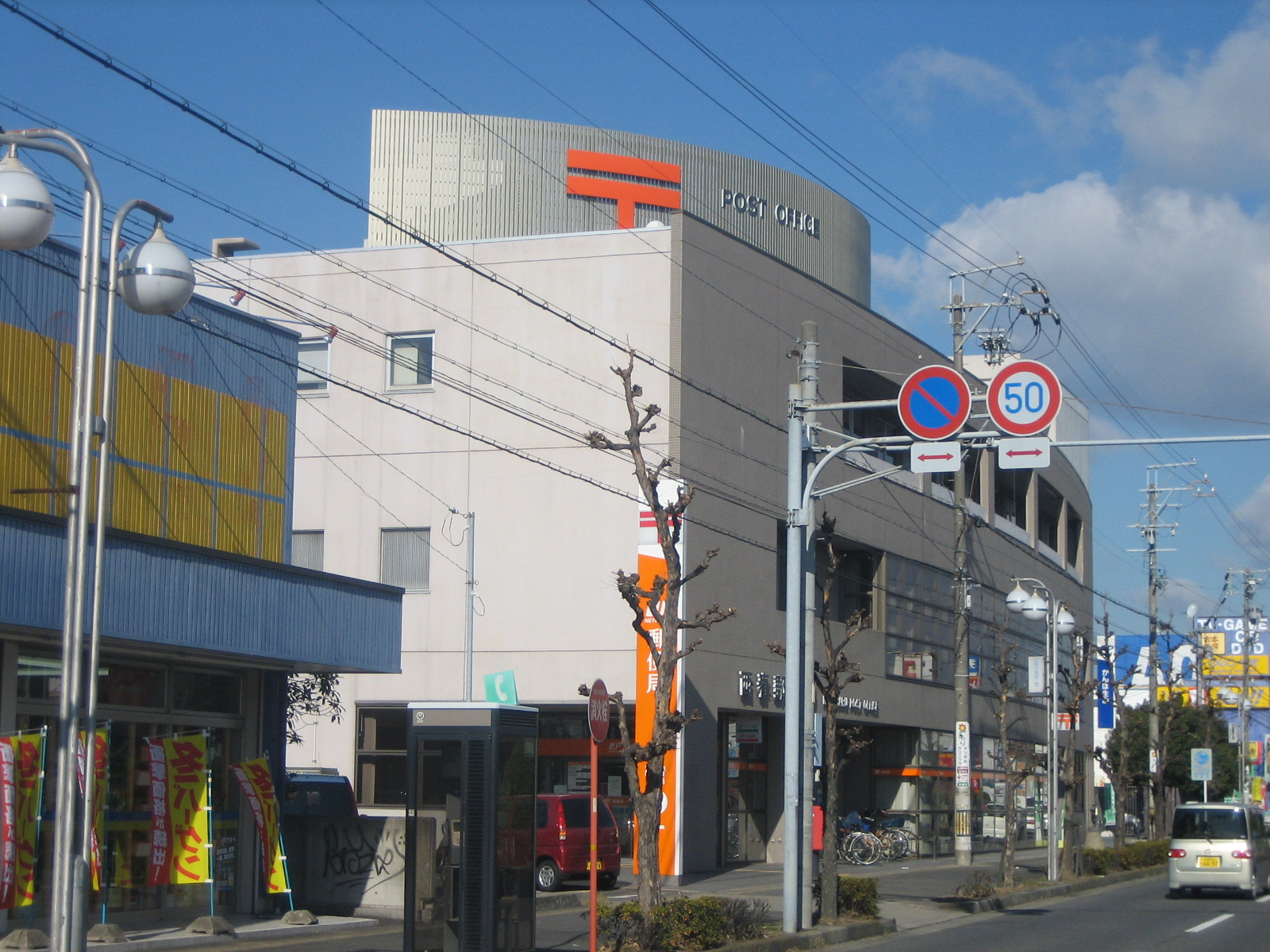
西春郵便局

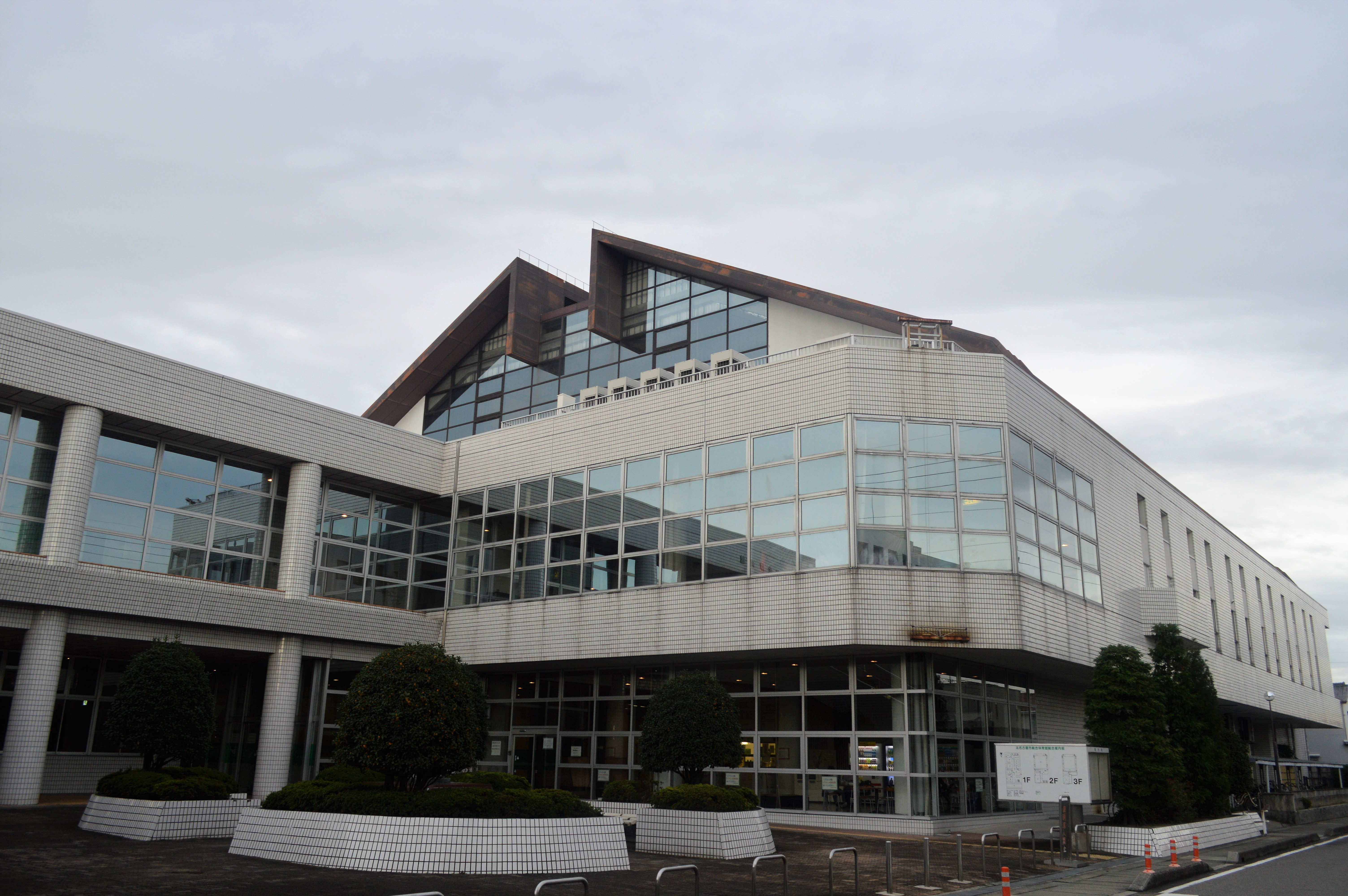
北名古屋市総合体育館

- 高等裁判所：名古屋高等裁判所本庁（名古屋市中区）が管轄。
- 地方裁判所：名古屋地方裁判所本庁（名古屋市中区）が管轄。
- 家庭裁判所：名古屋家庭裁判所本庁（名古屋市中区）が管轄。
- 簡易裁判所：名古屋簡易裁判所（名古屋市中区）が管轄。

### 警察
本部
- 西枇杷島警察署（清須市西枇杷島町）が管轄。

交番
- 師勝交番（北名古屋市鹿田合田）
- 高田寺交番（北名古屋市高田寺屋敷）
- 西春交番（北名古屋市弥勒寺西1丁目）
- 沖村交番（北名古屋市沖村沖浦）

### 消防
本部
- 西春日井広域事務組合：北名古屋市以外に清須市、豊山町で構成。組合名は郡名から[13]。

消防署
- 消防本部・東消防署（北名古屋市井瀬木狭場15番地）

出張所
西春出張所（北名古屋市西之保光明田68番地）

### 医療
師勝保健所は2014年に清須市に移転し、清須保健所に改称された。
病院
- 済衆館病院（2次救急病院、消防法に基づく救急告示病院）

透析施設
- 光寿会リハビリテーション病院

市町村保健センター
- 北名古屋市保健センター（北名古屋市健康ドーム内）

診療所
- 西春日井広域事務組合東部休日急病診療所 他

### 福祉施設
子育て支援センター
- 北名古屋市東子育て支援センター（北名古屋市あさひ子どもふれあいセンター内）
- 北名古屋市西子育て支援センター（北名古屋市立西之保保育園内）
- 北名古屋市南子育て支援センター（北名古屋市久地野ほほえみ広場内）
- 北名古屋市北子育て支援センター（北名古屋市風と光こどもの国内）

高齢者福祉施設
- 老人保健施設洋洋園
- 介護老人保健施設るるどの泉北名古屋
- 特別養護老人ホーム（五条の里、あいせの里）
- グループホーム遊楽苑師勝
- 小規模多機能型居宅介護遊楽苑九之坪
- 北名古屋市総合福祉センターもえの丘
- 小規模多機能あったか倶楽部じゃがいも
- 通所介護施設 機能訓練型デイサービス マックビーヒルズ北名古屋
- ユーライフメゾンみなみの風

有料老人ホーム
- 介護付有料老人ホーム水車の森

障害者支援施設
障がい者就労継続支援B型事業所
まっくびーワークス北名古屋
- 知的障害者通所授産施設（あかつき共同作業所、セルプしかつ、にしはるひまわり作業所）
- 精神障害者小規模保護作業所七彩工房
- 障害者センター尾張中部福祉の杜
- 北名古屋市心身障害児通園所（ひまわり園、ひまわり西園）
- 児童デイサービス　ポテトフィールド
- 児童デイサービス　じゃがいもの家

その他の福祉施設
- 北名古屋市社会福祉協議会本所
- 北名古屋市陽だまりハウス
- 北名古屋市高齢者活動センター（しあわせの家、ふれあいの家）
- 北名古屋市憩いの家（さくら荘、ふたば荘、さかえ荘）
- 北名古屋市回想法センター

### 交流施設
- 北名古屋市公民館(北名古屋市文化勤労会館内)
- 北名古屋市文化勤労会館

### 文化施設
- 北名古屋市図書館
- 北名古屋市歴史民俗資料館（北名古屋市図書館内）
- 熊之庄歴史資料館

### 郵便
郵便番号
- 481-00xx

主な郵便局
市内の郵便集配業務は全て西春郵便局が行っている。
- 西春郵便局(集配郵便局)
- 師勝郵便局
- 西春九之坪郵便局
- 師勝坂巻郵便局
- 北名古屋久地野郵便局
- 西春西之保郵便局
- 西春鍛治ケ一色簡易郵便局

ゆうちょ銀行
- 名古屋支店 北名古屋市東庁舎内出張所

かんぽ生命保険
- 北名古屋支店（西春郵便局に併設）

### 運動施設
多目的施設
- 北名古屋市健康ドーム
- 北名古屋市総合体育館
- 北名古屋市総合運動広場

プール
- 北名古屋市ジャンボプール
- シンコースポーツアクアプラザ 北名古屋衛生組合温水プール

その他の体育施設
- 北名古屋市二子テニスコート(北名古屋市総合運動広場内施設)
- 北名古屋市ソフトボール球場

## 経済

### 農業
- 農業産出額：7.8億円[注 2]

農業協同組合
- JA西春日井

### 工業
- 製造品出荷額：2,340億円[注 3]

### 商業
- 卸売業年間販売額：1,871億円[注 4]
- 小売業年間販売額：738億円[注 5]

スーパーマーケット
- ヨシヅヤ師勝店、西春店（旧パレマルシェ西春店）
- ピアゴ西春店
- カネスエ西春店
- ナフコトミダ中央店、師勝店
- バロー
  - 西春店、師勝店 
市境すぐ（新川の名師橋の南、上小田井駅から徒歩）に、モゾワンダーシティ（イオン）が有り、こちらに行く住民も多い。

その他
- ドン・キホーテ楽市街道名古屋店
- ラウンドワン名古屋西春店

### 金融機関
銀行
- あいち銀行（師勝支店/西春支店、師勝中央支店/春日支店）
- 大垣共立銀行師勝支店
- 十六銀行師勝支店
- 名古屋銀行師勝支店
- 百五銀行西春支店

信用金庫
- いちい信用金庫（師勝支店、西春支店）
- 瀬戸信用金庫西春支店
- 中日信用金庫西春支店

農業協同組合
- JA西春日井（本店、九之坪支店、師勝支店、鹿田支店、西春支店）[14]

### 拠点を置く企業
- 三興コロイド化学本社
- 飯田商事本社
- チタカ・インターナショナル・フーズ本社
- 日進医療器本社・徳重工場
- 大一商会本社
- ゼネラルパッカー本社
- 八幡ねじ本社[15]
- 三洋機工本社[16]
- 大橋鉄工本社[17]
- ハナノキ本社・北名古屋工場[18]
- ポッカサッポロフード&ビバレッジ生産本部・名古屋工場
- フジパン西春工場
- 福山通運名古屋支店
- 朝日プリンテック名古屋工場（朝日新聞名古屋本社の工場。朝日新聞を東海3県〈三重県伊賀市、名張市、熊野市及び南牟婁郡は除く〉と東京本社管轄の静岡県の一部（大井川以西）で発行されるものを印刷・発送。また日刊スポーツの東海3県と富山県向けに発行されるものも印刷・発送。2011年3月までは朝日新聞富山県版も印刷されていた）
- 真誠本社・名古屋工場[19]
- 安田工機本社[20]
- プロロジスパーク北名古屋
- アップスイング本社[21]
- エムテック本社[22]
- コーワメタル本社[23]
- 米常本社（炊飯工場・精米工場）[24]
- 富永インテリア本社[25]
- 日進乳業本社[26]
- マックビーヒル就労支援機構　北名古屋支社[27]
- 森創本社[28]
- 新和建設本社[29]
- サン樹脂本社[30]
- フジワラ本社[31]
- 名古屋バナナ加工本社
- 東栄鉄工本社[32]
- フジキカイ名古屋支店（生産拠点）[33]
- 師勝化成

## 生活基盤

### ライフライン

#### 電力
- 中部電力
  - 本市を担当する中部電力パワーグリッドの営業所は、名古屋市北区にある北営業所である[34]。

#### ガス
- 東邦ガス[35]

#### 上下水道
- 愛知県企業庁

#### 電信
- 西日本電信電話（NTT西日本）- NTT西日本-東海（NTTビジネスソリューションズ）

市外局番
- 市外局番は、市内全域で0568（春日井MA）が使用される。

#### ナンバープレート
- 尾張小牧ナンバーが付けられる。名古屋市に隣接するが名古屋ナンバーではない。

## 教育

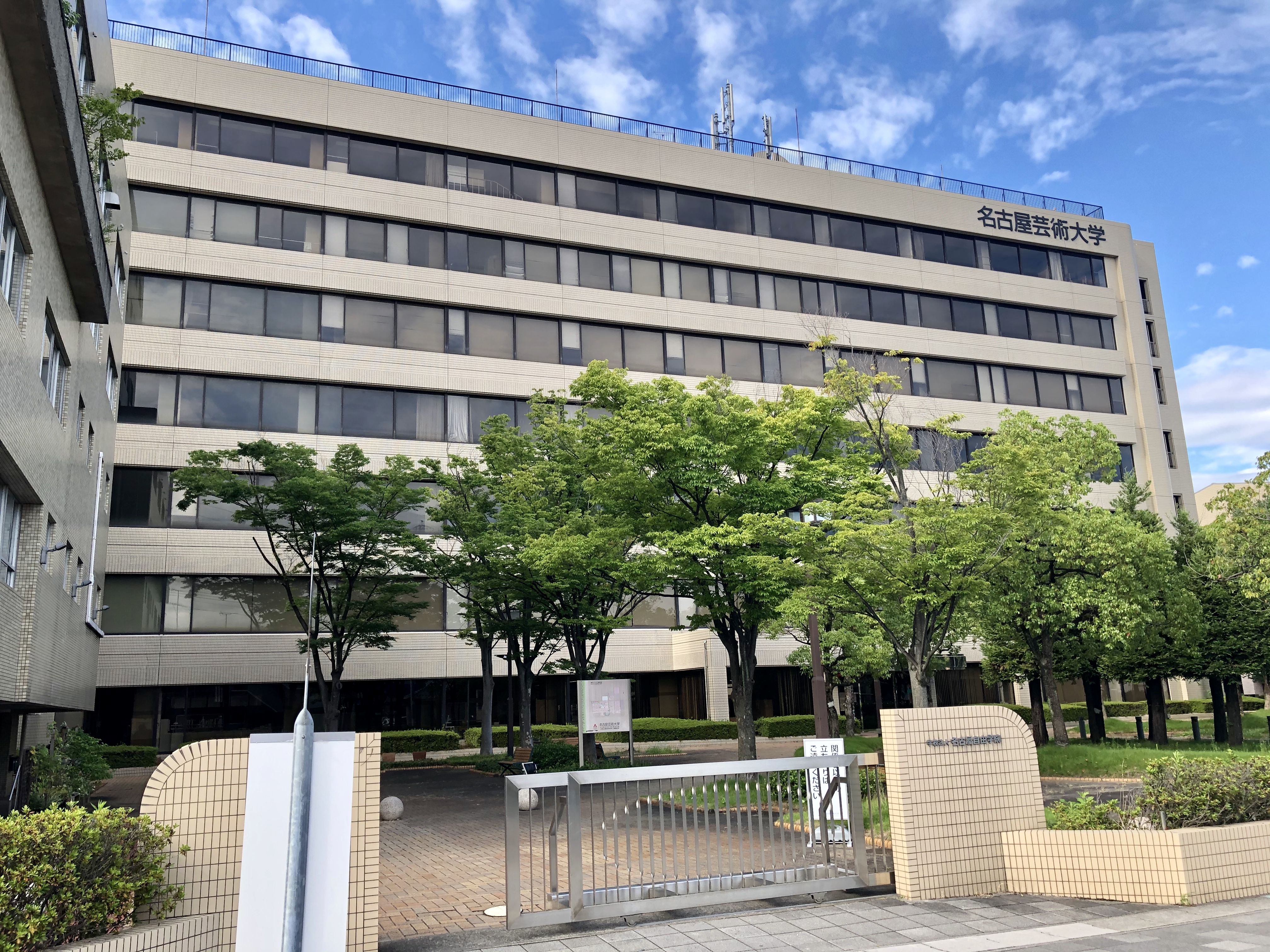
名古屋芸術大学東キャンパス

### 大学
私立
- 名古屋芸術大学

### 高等学校
県立
- 愛知県立西春高等学校

### 中学校
市立
- 北名古屋市立師勝中学校
- 北名古屋市立熊野中学校
- 北名古屋市立訓原中学校
- 北名古屋市立西春中学校
- 北名古屋市立白木中学校
- 北名古屋市立天神中学校

### 小学校
市立
- 北名古屋市立師勝小学校
- 北名古屋市立師勝東小学校
- 北名古屋市立師勝西小学校
- 北名古屋市立師勝南小学校
- 北名古屋市立師勝北小学校
- 北名古屋市立西春小学校
- 北名古屋市立五条小学校
- 北名古屋市立白木小学校
- 北名古屋市立鴨田小学校
- 北名古屋市立栗島小学校

### 幼児教育

#### 幼稚園
- 栄和幼稚園
- 師勝はなの樹幼稚園
- 師勝幼稚園
- 名古屋芸術大学附属クリエ幼稚園
- 西春幼稚園

#### 保育所
- 北名古屋市立能田保育園
- 北名古屋市立六ツ師保育園
- 幼保連携型認定こども園森のくまっこ
- 北名古屋市立久地野保育園
- 幼保連携型認定北なごや中部こども園
- 北名古屋市立鹿田北保育園
- 北名古屋市立九之坪保育園
- 北名古屋市立徳重保育園
- 北名古屋市立沖村保育園
- 北名古屋市立西之保保育園
- 北名古屋市立弥勒寺保育園
- 北名古屋市立中之郷保育園

#### 児童館
- 北名古屋市井瀬木児童館
- 北名古屋市六ツ師児童館
- 北名古屋市鹿田児童館
- 北名古屋市久地野児童館
- 北名古屋市熊之庄児童館
- 北名古屋市児童センターきらり
- 北名古屋市九之坪児童館
- 北名古屋市宇福寺児童館
- 北名古屋市鍜治ケ一色児童館
- 北名古屋市沖村児童館

### 学校教育以外の施設
- 北名古屋市鹿田学習等供用施設
- 北名古屋市高田寺学習等供用施設
- 北名古屋市学校給食センター

## 交通

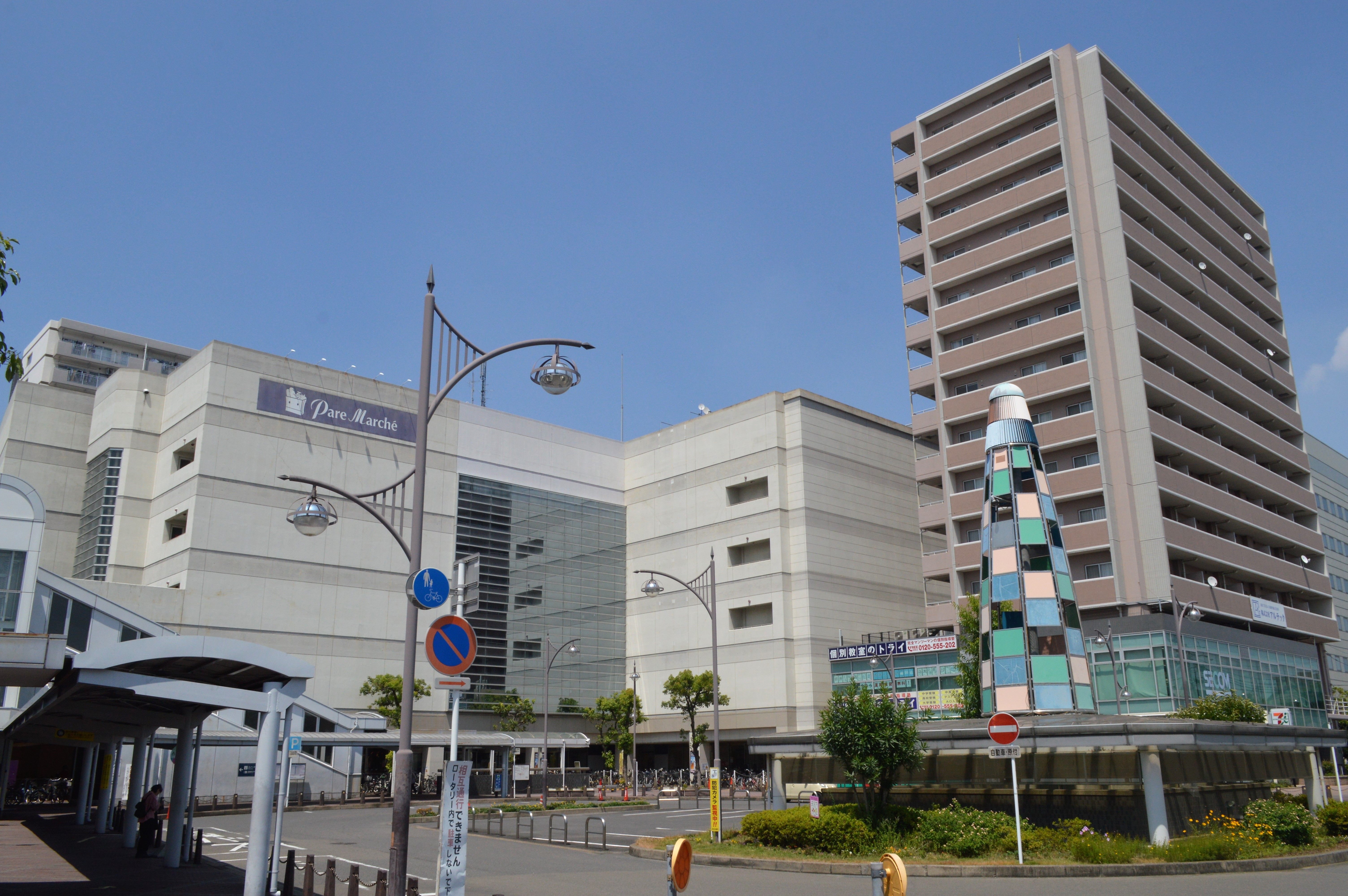
西春駅東口

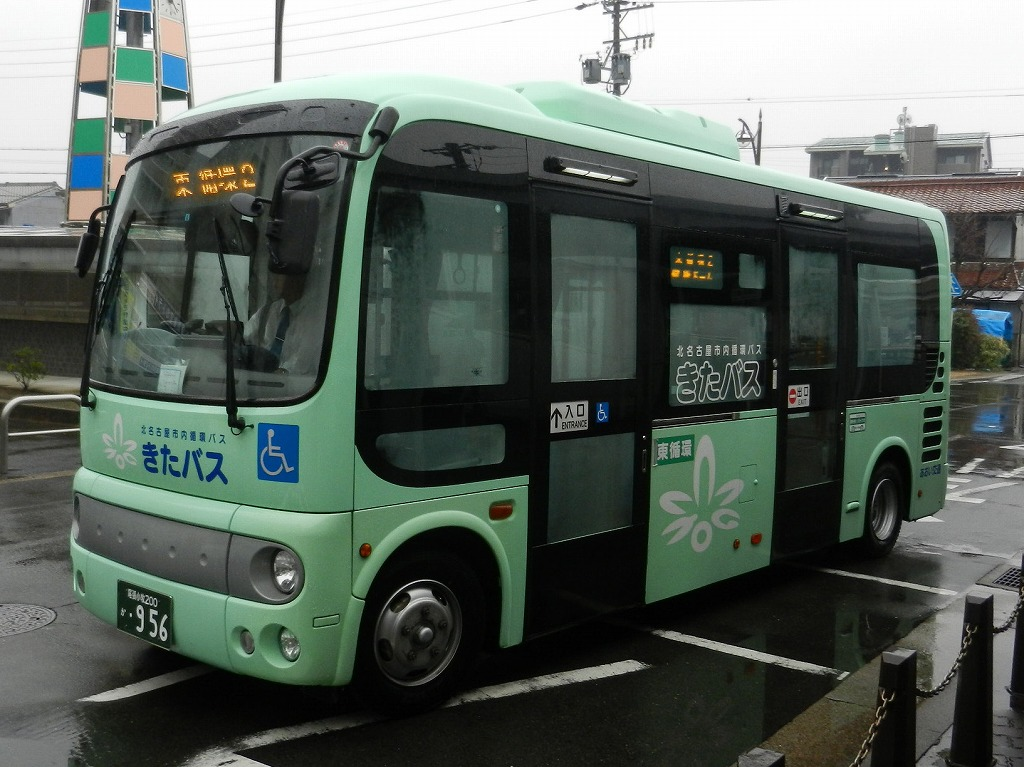
きたバス

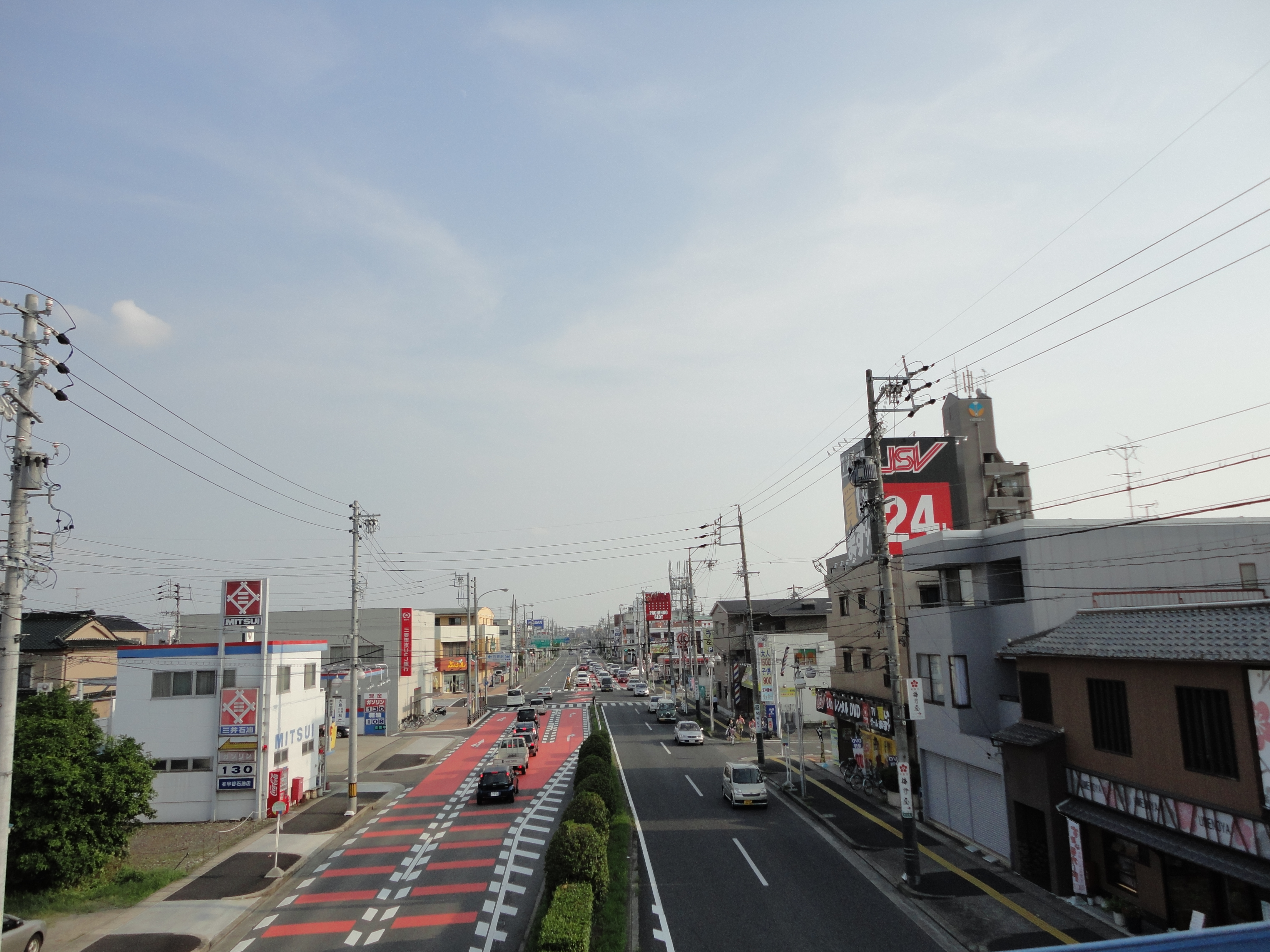
名草線

### 鉄道
名古屋鉄道（名鉄）
■ 犬山線：- 西春駅 - 徳重・名古屋芸大駅
- 中心駅：西春駅

鉄道は現在の市域のほぼ中間を南北に通過する名鉄犬山線のみ。市の東側や西側は駅からかなり離れている。南北距離も比較的長いが、駅数は2駅と少ない。上小田井駅（名古屋市西区）と西春駅の間も2km以上離れている。どの駅も比較的利用者が多めで、上小田井駅と西春駅には快速急行・急行・準急も停車する。
かつては西春-上小田井（旧駅名：平田橋）間に九ノ坪駅があった（昭和19年休止、昭和44年正式に廃止）。また移転前の平田橋駅は旧西春町内にあり、現在の上小田井駅も市境に近い。上小田井駅が名鉄線と名古屋市営地下鉄鶴舞線との接続駅であり、鶴舞線の起点駅でもあるので、上小田井駅の利用者も多い。西春駅から名古屋駅へは本数も多く、1時間に1-2本程度ではあるが鶴舞線（赤池駅・豊田市駅）への直通もある。
2006年の市町村合併までは西春駅上に旧西春町と師勝町の境界線があった。

### 路線バス
きたバス（あおい交通が運行するコミュニティバス）
- 運賃は1乗車100円、中学生以下・障害者等は無料。

2022年現在では朝夕便と昼便に分かれており昼便は2時間に1本のペースで運行されている。また名古屋市方面へは上小田井駅東での乗り換えが便利である

### 都市間バス
名鉄バス
- 西春・空港線[36]

30分に1本の間隔で運行している。朝夕には直行や快速などの設定がある。朝は西春発、夕は名古屋空港発である。名古屋方面への乗り換えは西豊場などでできる。

### 道路
名神高速道路と名古屋第二環状自動車道は市域を通過しないがそれぞれ一宮インターチェンジと清洲東インターチェンジが広域アクセスに利用される。

#### 高速道路
- 名古屋高速16号一宮線
  - 西春出入口 - 一宮西春出入口（ただし大半は一宮市）

#### 国道
- 国道22号

#### 県道
主要地方道
- 愛知県道59号名古屋中環状線
- 愛知県道62号春日井稲沢線
- 愛知県道63号名古屋江南線

一般県道
- 愛知県道158号小口名古屋線
- 愛知県道161号名古屋豊山稲沢線
- 愛知県道164号西春停車場線
- 愛知県道165号春日小牧線
- 愛知県道449号高速清須一宮線（名古屋高速16号一宮線）
- 愛知県道451号名古屋外環状線

### ナンバープレート
小牧自動車検査登録事務所（愛知運輸支局）の管轄区域であるため、名古屋ナンバーではなく尾張小牧ナンバーとなっている。

## 名所・旧跡・観光スポット

### 文化財
国の重要文化財
| 種別   | 名称                           | 所在地 |
| ------ | ------------------------------ | ------ |
| 建造物 | 高田寺本堂（附：厨子・護摩札） | 高田寺 |
| 彫刻   | 木造薬師如来坐像               | 高田寺 |

国の登録有形文化財
| 種別   | 名称         | 所在地     |
| ------ | ------------ | ---------- |
| 建造物 | 旧加藤家住宅 | 六ツ師地区 |

県指定文化財
| 種別   | 名称                     | 所在地               |
| ------ | ------------------------ | -------------------- |
| 建造物 | 白山社本殿（高田寺地区） | 白山社（高田寺地区） |
| 彫刻   | 木造大黒天立像           | 高田寺               |
| 彫刻   | 鋳鉄地蔵菩薩立像         | 全昌寺               |
| 彫刻   | 木造五劫思惟弥劫弥陀坐像 | 平田寺               |
| 絵画   | 絹本著色釈迦三尊図       | 平田寺               |
| 絵画   | 絹本著色羅漢図           | 平田寺               |

市指定文化財

### 名所・旧跡

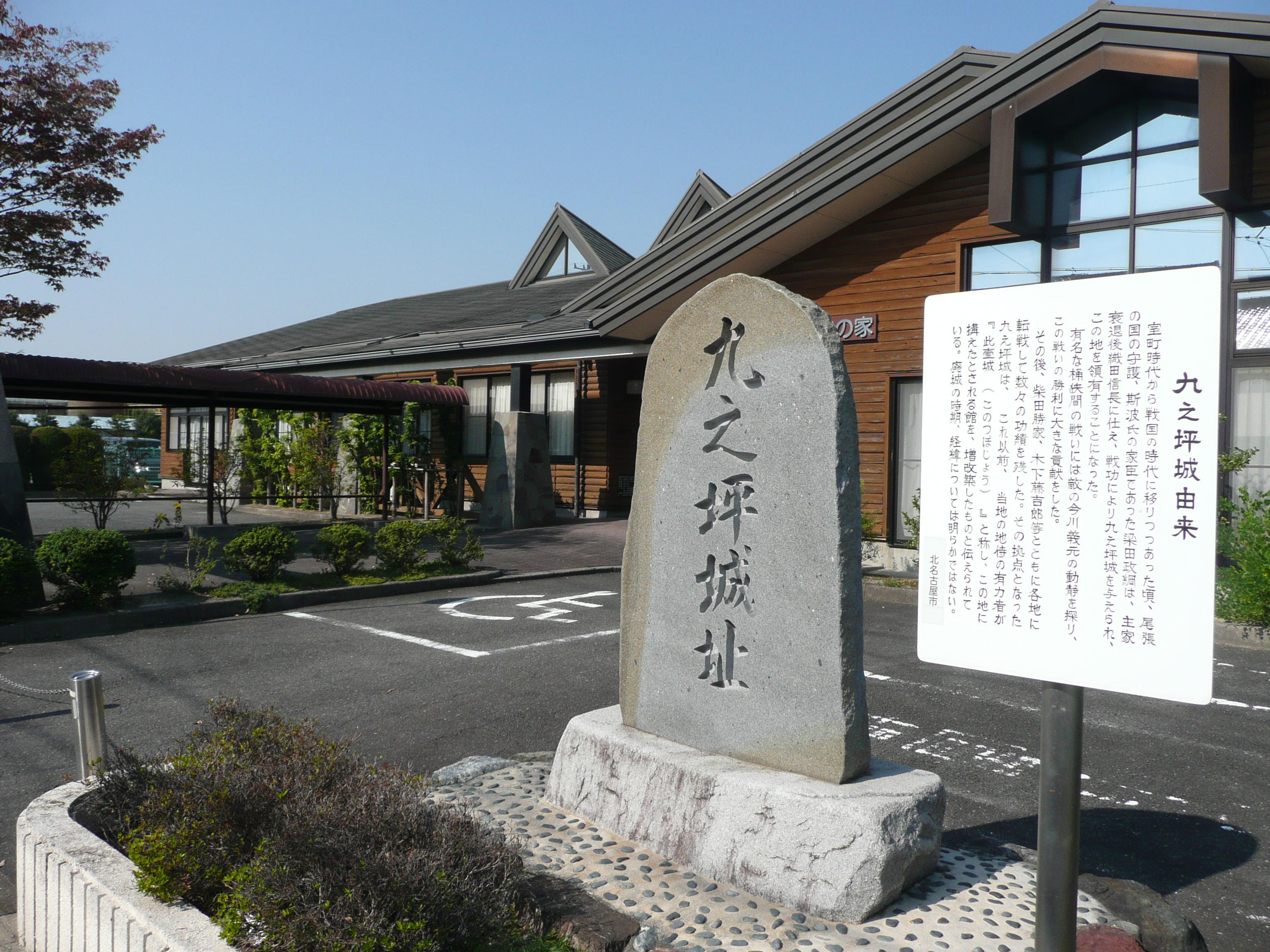
九之坪城址

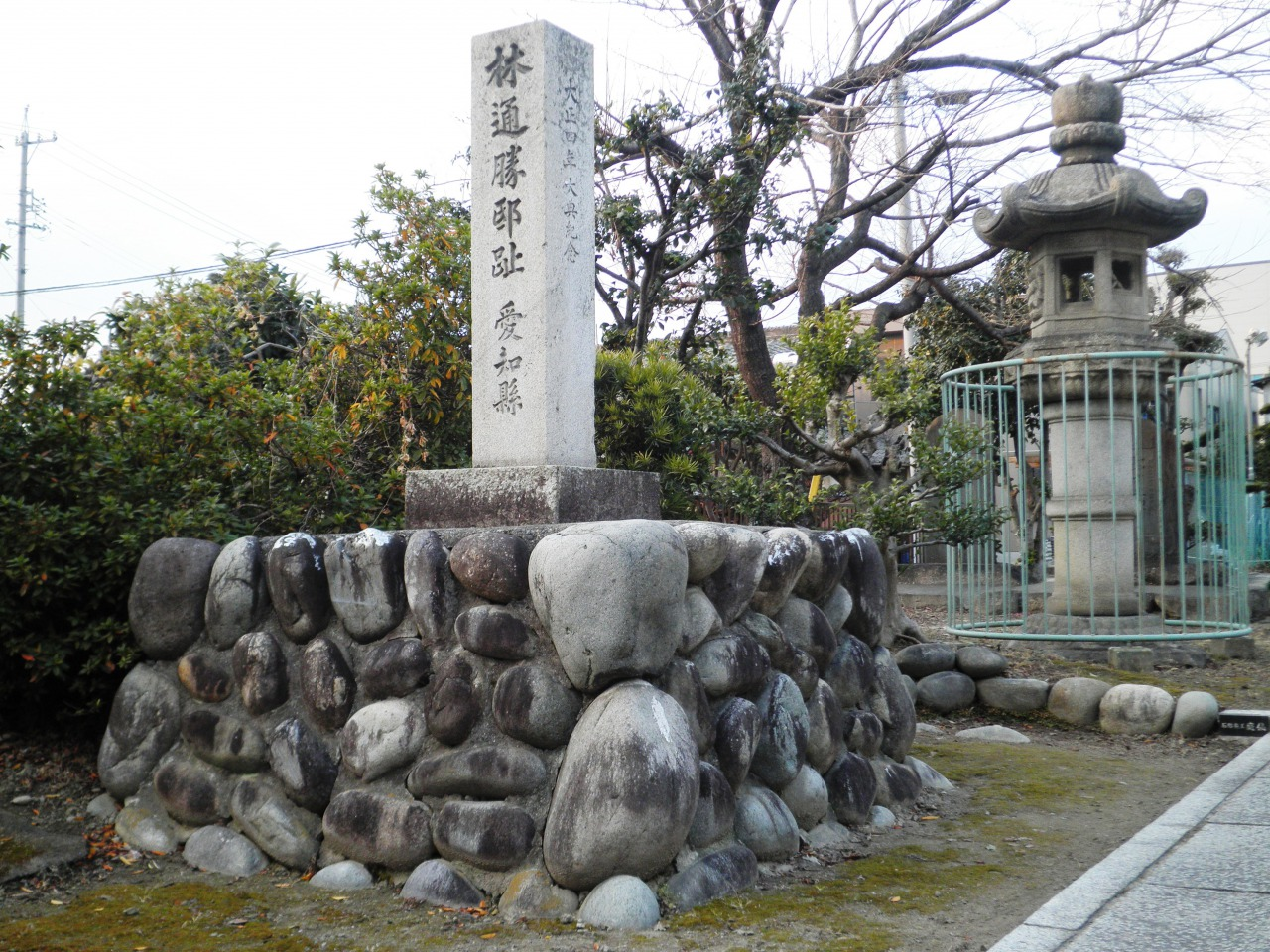
沖村城

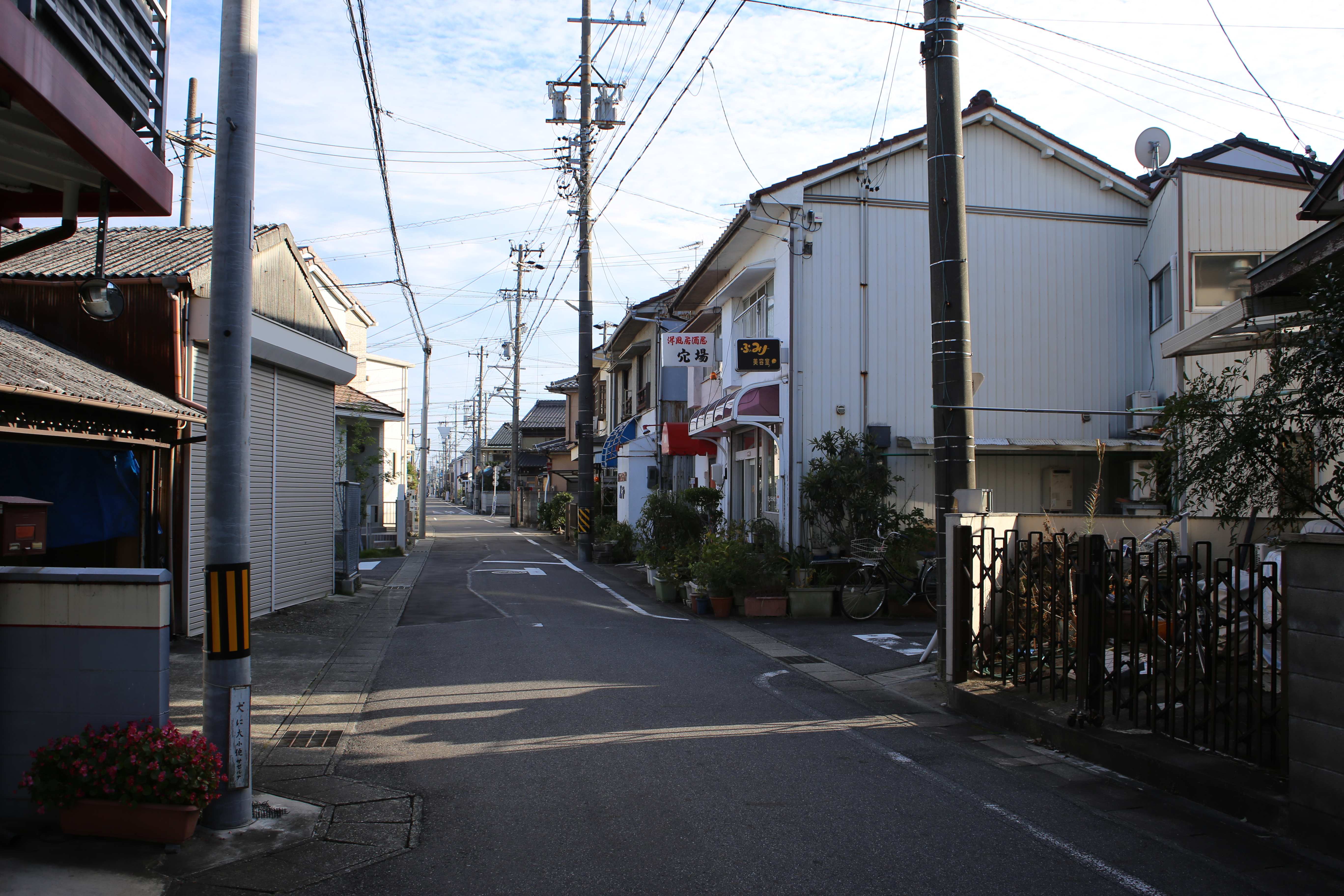
岩倉街道

#### 城郭･屋敷
九之坪地区
- 九之坪城（九ノ坪城、此壷城） - 簗田政綱

井瀬木地区
- 井関城 - 佐々成宗、佐々成政[38]

沖村地区
- 沖村城（林通勝邸） - 林秀貞

北野地区
- 弾正屋敷 - 浅野長政（浅野弾正）

熊之庄地区
- 熊之庄城 - 溝口左京進

鹿田地区
- 魚住城 - 魚住隼人正
- 鹿田城 - 大口右京進

野崎地区
- 野崎城 - 不明

六ツ師地区
- 道見屋敷 - 大野道見

#### 寺院･神社
石橋地区
- 円乗寺、八幡社

井瀬木地区
- 全昌寺、長昌寺、訓原神社

宇福寺地区
- 真福寺、天神社

沖村地区
- 報還寺、松林寺、徳岩寺、入明寺、光運寺、日吉神社、児社

鍜治ケ一色地区
- 雲太寺、天王社、八幡社

加島新田地区
- 富士浅間神社

片場地区
- 円通寺、片場神社

北野地区
- 霊松寺、神明社

久地野地区
- 万渓寺、神明社

九之坪地区
- 瑞雲寺、観昌寺、平田寺、松元院、法音寺、天神社、西浦神明社、九之坪神社、白山社 (北名古屋市九之坪)、十所神社、新羅八幡社

熊之庄地区
- 日光寺、大珠寺、不傅寺、長岳院、熊野神社、神明社、八幡社

鹿田地区
- 仁昌寺、福寿寺、洞雲寺、愛行院、院田薬師堂、新宮神社、須佐之男社、神明社、若宮八幡社、若宮神社、梅宮神社、十所神社

高田寺地区
- 高田寺、薬師堂、白山社 (北名古屋市高田寺)

徳重地区
- 禅林寺、林證寺、十二所神社、稲荷社、生田神社、国霊神社

中之郷地区
- 本教寺、八幡宮

西之保地区
- 普門寺、宝円寺、喰守社、八幡社、十所神社

能田地区
- 寿昌院、津島神社

野崎地区
- 三所社

二子地区
- 日光寺、神明社

法成寺地区
- 長福寺、徳円寺、八剣社

弥勒寺地区
- 東光寺、九頭竜神社、天神社、日吉神社

六ツ師地区
- 観音寺、普門寺、長栄寺、児子社、牟都志神社

薬師寺地区
- 薬師寺、白山神社 (北名古屋市)

山之腰地区
- 本入寺、天神社

#### 街道
- 岩倉街道（柳街道）

### 観光スポット
主な公園
- ふるさと広場
- 文化の森物語の広場

文化施設
- 北名古屋市歴史民俗資料館（北名古屋市図書館3F）
- 昭和日常博物館

その他
- ゴールドポスト - 市役所東庁舎前に、東京オリンピックのゴールドポスト（第49号）が設置されている[39]。

## 出身著名人
- 浅野長政 - 大名、五奉行の一人。
- 簗田政綱 - 戦国武将。九之坪城城主。
- 永津佐比重 - 陸軍中将。

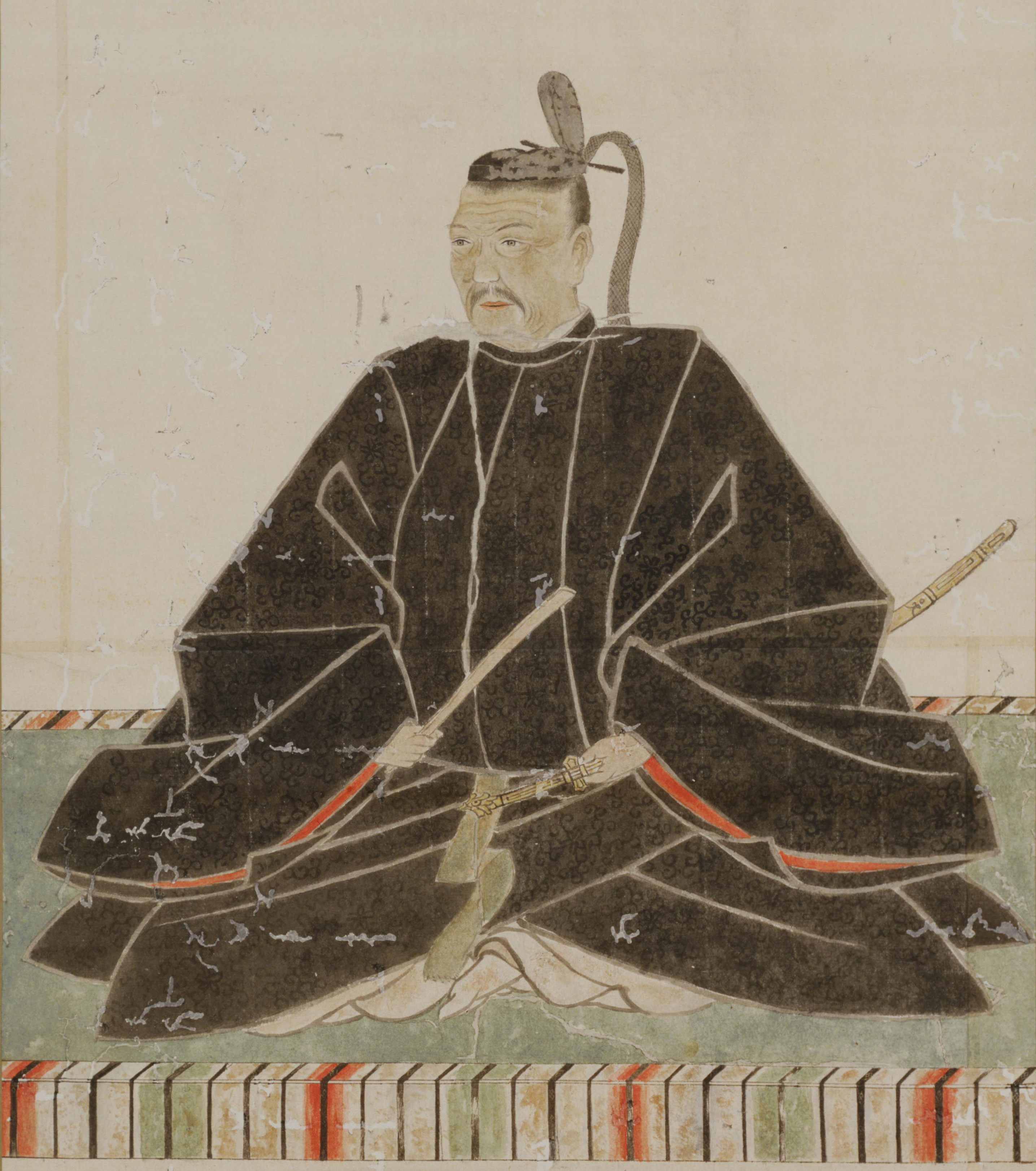
浅野長政（五奉行の一人）

- 饗庭孝男 - 文芸評論家。青山学院大学名誉教授。
- 伊藤孝行 - 工学者。京都大学教授。
- 犬飼裕一 - 社会学者。日本大学教授。
- 上薗恋奈 - フィギュアスケート選手
- 植田尚 - テレビディレクター。
- 池山文 - DJ。ZIP-FMミュージックナビゲーター。
- 石田卓也 - 俳優。ジュノンボーイ。
- 酒井康宜 - 山梨放送報道部長。
- 陶山慎晃 - テレビ愛知アナウンサー。
- 石橋磨季 - 写真家。
- 渡辺美奈代 - 歌手・タレント。おニャン子クラブメンバー。
- 原望奈美 - 歌手・タレント。SKE48元メンバー。
- 平手友梨奈 - アイドル。欅坂46元メンバー。
- ケント・モリ - ダンサー、アーティスト、振付師。
- 稲葉篤紀 - プロ野球選手。北名古屋市市民栄誉賞（第1号）。
- 冨田康祐 - プロ野球選手。
- 長谷川務 - サッカー選手。
- 畑中清詞 - プロボクサー。WBC世界スーパーバンタム級王者。
- 林秀貞 - 戦国武将。

## キャラクター
- キタナゴレンジャーNG - ローカルヒーロー。
- 北名古屋市商工会青年部公認のご当地キャラ「いっちー君」ゆるキャラ。